# Trophée Barthés 2018
El Trophée Barthés del 2018 fue la segunda edición del torneo africano de rugby para jugadores de hasta 20 años (M20).
Los 8 equipos se dividieron en dos grupos de 4 participantes, en cada uno se determinó un ganador luego de una eliminatoria. Las sedes se establecieron en Namibia y Túnez.

## Equipos participantes
| - Selección juvenil de rugby de Costa de Marfil (Eléphanteaux) - Selección juvenil de rugby de Marruecos - Selección juvenil de rugby de Senegal - Selección juvenil de rugby de Túnez | - Selección juvenil de rugby de Kenia - Selección juvenil de rugby de Madagascar - Selección juvenil de rugby de Namibia (Namibia U20) - Selección juvenil de rugby de Zimbabue (Sables U20) |

## Grupo Norte

### Play off
|  | Semifinales     | Semifinales |   |                 | Final        | Final       |  |
|  | 28 de marzo     | 28 de marzo |   |                 | 31 de marzo  | 31 de marzo |  |
|  |                 |             |   |                 |              |             |  |
|  |                 |             |   |                 |              |             |  |
|  | Túnez           | 15          |   |                 |              |             |  |
|  | Costa de Marfil | 11          |   |                 |              |             |  |
|  |                 |             |   |                 |              |             |  |
|  |                 |             |   |                 |              |             |  |
|  |                 |             |   |                 | Túnez        | 11          |  |
|  |                 | Senegal     | 8 |                 |              |             |  |
|  |                 |             |   |                 |              |             |  |
|  |                 |             |   |                 |              |             |  |
|  |                 |             |   |                 | Tercer lugar |             |  |
|  |                 |             |   |                 |              |             |  |
|  | Marruecos       | 25          |   | Costa de Marfil | 11           |             |  |
|  | Senegal         | 30          |   |                 | Marruecos    | 5           |  |

### Semifinales
| 28 de marzo | Túnez | 15 - 11 | Costa de Marfil |  |  |
|             |       | Reporte |                 |  |  |

| 28 de marzo | Marruecos | 25 - 30 | Senegal |  |  |
|             |           | Reporte |         |  |  |

### Tercer puesto
| 31 de marzo | Costa de Marfil | 11 - 5  | Marruecos |  |  |
|             |                 | Reporte |           |  |  |

### Final
| 31 de marzo | Túnez | 11 - 8  | Senegal |  |  |
|             |       | Reporte |         |  |  |

| Bandera de Túnez |
| Campeón Túnez    |
| Segundo título   |

## Grupo Sur

### Play off
|  | Semifinales | Semifinales |    |            | Final        | Final      |  |
|  | 28 de marzo | 28 de marzo |    |            | 31de marzo   | 31de marzo |  |
|  |             |             |    |            |              |            |  |
|  |             |             |    |            |              |            |  |
|  | Namibia     | 27          |    |            |              |            |  |
|  | Zimbabue    | 17          |    |            |              |            |  |
|  |             |             |    |            |              |            |  |
|  |             |             |    |            |              |            |  |
|  |             |             |    |            | Namibia      | 37         |  |
|  |             | Kenia       | 18 |            |              |            |  |
|  |             |             |    |            |              |            |  |
|  |             |             |    |            |              |            |  |
|  |             |             |    |            | Tercer lugar |            |  |
|  |             |             |    |            |              |            |  |
|  | Kenia       | 51          |    | Madagascar | 15           |            |  |
|  | Madagascar  | 13          |    |            | Zimbabue     | 100        |  |

### Semifinales
| 28 de marzo | Namibia | 27 - 17 | Zimbabue |  |  |
|             |         | Reporte |          |  |  |

| 28 de marzo | Kenia | 51 - 13 | Madagascar |  |  |
|             |       | Reporte |            |  |  |

### Tercer puesto
| 31 de marzo | Madagascar | 15 - 100 | Zimbabue |  |  |
|             |            | Reporte  |          |  |  |

### Final
| 31 de marzo | Namibia | 37 - 18 | Kenia |  |  |
|             |         | Reporte |       |  |  |

| Bandera de Namibia |
| Campeón Namibia    |
| Segundo título     |

## Tabla general[3]
| Pos. | Equipo          | Tantos  | Tantos    | Tantos     | Puntos |
| Pos. | Equipo          | a favor | en contra | diferencia | Puntos |
| ---- | --------------- | ------- | --------- | ---------- | ------ |
| 1    | Namibia         | 64      | 35        | + 29       | 6      |
| 2    | Túnez           | 26      | 19        | + 7        | 6      |
| 3    | Kenia           | 69      | 50        | + 19       | 4      |
| 4    | Senegal         | 38      | 36        | + 2        | 4      |
| 5    | Zimbabue        | 117     | 42        | + 75       | 4      |
| 6    | Costa de Marfil | 22      | 20        | + 2        | 4      |
| 7    | Marruecos       | 30      | 41        | - 11       | 2      |
| 8    | Madagascar      | 28      | 151       | - 123      | 2      |

Nota: Se otorgan 4 puntos al equipo que gane un partido y 2 al que empate
Puntos Bonus: 1 punto por convertir 4 tries o más en un partido y 1 al equipo que pierda por no más de 7 tantos de diferencia
|  | Clasifica al JWRT 2018 y al Trophée Barthés A 2019 |

|  | Clasifican al Trophée Barthés A 2019 |

|  | Descienden al Trophée Barthés B 2019 |